# Porongurup nationalpark
Porongurup nationalpark är en nationalpark i Australien.   Den ligger i delstaten Western Australia, i den sydvästra delen av landet, 2 800 km väster om huvudstaden Canberra. Porongurup nationalpark ligger 309 meter över havet.
Parken är främst känd för stora granitformationer som förekommer i området. Vissa klippor blir 670 meter höga. Nationalparken täcker en yta av 2600 hektar. Cirka 750 olika växtarter dokumenterades i skyddszonen. Även svamparna är talrik med cirka 300 olika arter.
Enligt uppskattningar skapades granitklipporna för cirka 1200 miljoner år sedan. Under eocen för 55 miljoner år sedan var klipporna öar och den omgivande marken havsbotten. Växtarten Ornduffia calthifolia som förekommer i parken listas i Australien som starkt hotad (EN). Parkens population av växten Apium prostratum listas nationell som sårbar (VU).
Flera sällsynta djur hittas i parken som vanlig pungekorre (den enda förekomsten i delstaten), quokka, myrpungdjur (blev åter introducerad), malleehöna, kortnäbbad sotkakadua, en underart av rutpyton och spindlar av släktet Moggridgea.
Terrängen i Porongurup nationalpark är platt åt nordost, men åt sydväst är den kuperad. Porongurup nationalpark ligger uppe på en höjd. Runt Porongurup nationalpark är det mycket glesbefolkat, med 2 invånare per kvadratkilometer.. Närmaste större samhälle är Porongurup, 0,41 km nordost om Porongurup nationalpark.
I Porongurup nationalpark växer huvudsakligen savannskog.